# Gastonia (Caroline du Nord)
Pour les articles homonymes, voir Gastonia.
La ville de Gastonia est le siège du comté de Gaston, situé en Caroline du Nord, aux États-Unis. Gastonia comptait 71 741 habitants lors du recensement de 2010, ce qui en fait la plus grande ville du comté.

## Personnalités liées à la ville
- Thomas Sowell, économiste de l'école de Chicago, est né à Gastonia en 1930 ;
- Clyde Caldwell est né à Gastonia en 1948 ;
- Lionel Shriver, écrivaine et journaliste, née à Gastonia en 1957 ;
- James Worthy, ailier des Los Angeles Lakers, est né à Gastonia en 1961 ;
- Fred Durst, cofondateur du groupe musical Limp Bizkit, est né à Gastonia en 1970 ;
- JK Edwards, joueur de basket-ball, est né à Gastonia en 1982.

## Jumelages
La ville de Gastonia est jumelée avec :
- Gotha (Allemagne)
- Santiago de Surco (Pérou)

## Démographie
| 1880 | 1890  | 1900  | 1910  | 1920   | 1930   |
| ---- | ----- | ----- | ----- | ------ | ------ |
| 236  | 1 033 | 4 610 | 5 759 | 12 871 | 17 093 |

| 1940   | 1950   | 1960   | 1970   | 1980   | 1990   |
| ------ | ------ | ------ | ------ | ------ | ------ |
| 21 313 | 23 069 | 37 276 | 47 322 | 47 218 | 54 732 |

| 2000   | 2010   | - | - | - | - |
| ------ | ------ | - | - | - | - |
| 66 277 | 71 741 | - | - | - | - |

## Source
- (en) Cet article est partiellement ou en totalité issu de l’article de Wikipédia en anglais intitulé « Gastonia, North Carolina » (voir la liste des auteurs).

1. ↑  Sister Cities Program
2. ↑  (en) « Statistiques des États-Unis - Caroline du nord - Profils des communautés de 2010 » (consulté en novembre 2020)